# فلیسه بوئر
فلیسه بوئر (۱۸ نوامبر ۱۸۸۷–۱۵ اکتبر ۱۹۶۰) نامزد فرانتس کافکا بود که نامه‌های کافکا به وی در کتابی تحت عنوان به عنوان نامه به فلیسه منتشر شد. وی از یهودیان لهستانی بود.

## اوایل زندگی
فلیسه بوئر در نوستات واقع در سیلسیای علیا (امروزه پرودنیک) در خانواده‌ای یهودی متولد شد. پدرش کارل بوئر (حدود ۱۸۵۰–۱۹۱۴) نماینده بیمه بود، مادرش آنا، نی دانسیگر (۱۸۴۹–۱۹۳۰) دختر یک رنگ‌کار محلی بود. فلیس چهار خواهر و برادر داشت: دیگری (۱۸۸۳–۱۹۵۲)، فردیناند (به نام فری، ۱۸۸۴–۱۹۵۲)، ارنا (۱۸۸۵–۱۹۷۸) و آنتونی (به نام تونی، ۱۸۹۲–۱۹۱۸). آنها در سال ۱۸۹۹ خانواده به برلین نقل مکان کردند.
فلیسه شروع به شرکت کردن در Handelsschule، یک هنرستان برای تجارت کرد. اما مجبور شد در سال ۱۹۰۸ آن را رها کند زیرا خانواده‌اش نمی‌توانستند از پس آن برآیند. از ۱۹۰۹ به بعد، او به عنوان استنوگراف در شرکت ضبط برلین اودئون (Odeon) کار کرد. یک سال بعد، او به شرکت کارل لیندشتورم (Carl Lindström)، تولیدکننده گرامافون نقل مکان کرد. پس از مدت کوتاهی، در کار خود ارتقا یافت. او در بازاریابی کار می‌کرد و نماینده شرکت در نمایشگاه‌های تجاری بود. در آوریل ۱۹۱۵ کار خود را در شرکت Technische Werkstätte Berlin به او کمک قابل توجهی به درآمد خانواده‌اش کرد.

## کافکا
فلیسه در ۱۳ اوت ۱۹۱۲ با فرانتس کافکا در پراگ ملاقات کرد. یک هفته پس از ملاقات، در ۲۰ اوت، کافکا در دفتر خاطرات خود نوشت:
خانم ف. ب، وقتی در ۱۳ اوت به برودز رسیدم، او پشت میز نشسته بود. من اصلاً کنجکاو نبودم که او کیست، بلکه فوراً او را بدیهی تلقی کردم. صورت استخوانی و خالی داشت که خلأ خود را آشکارا پوشانده بود. یک گلو برهنه، بلوز بلند. در لباس خود بسیار لاغر به نظر می‌رسید، گرچه، همان‌طور که معلوم شد، او به هیچ وجه چنین نبود. (من با بازرسی بسیار دقیق خود را کمی از او دور کردم …) بینی تقریباً استخوانی. موهای بلوند، تا حدودی صاف و یک چانه بزرگ. همان‌طور که نشسته بودم، برای اولین بار از نزدیک به او نگاه کردم؛ یک نظر عجیب درمورد او داشتم.— کافکا
بلافاصله پس از ملاقات، او نامه‌های تقریباً روزانه خود را برای فلیسه ارسال کرد و در صورت عدم پاسخ مکرر ابراز ناامیدی کرد. آنها دوباره برای عید پاک ۱۹۱۳ ملاقات کردند، و او در نامه‌ای در پایان ژوئیه همان سال پیشنهاد ازدواج داد. نامزدی در تعطیلات یهودیان شاووت، یکشنبه ۳۱ مه ۱۹۱۴، در حضور والدین کافکا و خواهر اوتلا صورت گرفت، اما چند هفته بعد، در ماه اوت، به طلاق انجامیده شد.

## اواخر زندگی
در سال ۱۹۱۹، او با موریتس ماراس (۱۸۷۳–۱۹۵۰)، شریک یک بانک خصوصی در برلین ازدواج کرد. آنها دو فرزند با نام‌های هاینز (۱۹۲۰–۲۰۱۲) و اورسولا (۱۹۲۱–۱۹۶۶) داشتند. آنها با ظهور نازی‌ها در سال ۱۹۳۰، به سوئیس رفتند. در سال ۱۹۳۱ در آنجا مستقر شدند و در سال ۱۹۳۶ به ایالات متحده نقل مکان کردند. او و خواهرش یک فروشگاه بافندگی داشتند. شوهرش در سال ۱۹۵۰ درگذشت. او به‌علت مشکلاتی مالی ناشی از بیماری، نامه‌های خود را از کافکا به ناشر سلمان شوکن در سال ۱۹۵۵ فروخت. فلیسه بوئر در رای، نیویورک درگذشت.